# پایگاه هوایی شیخ عیسی

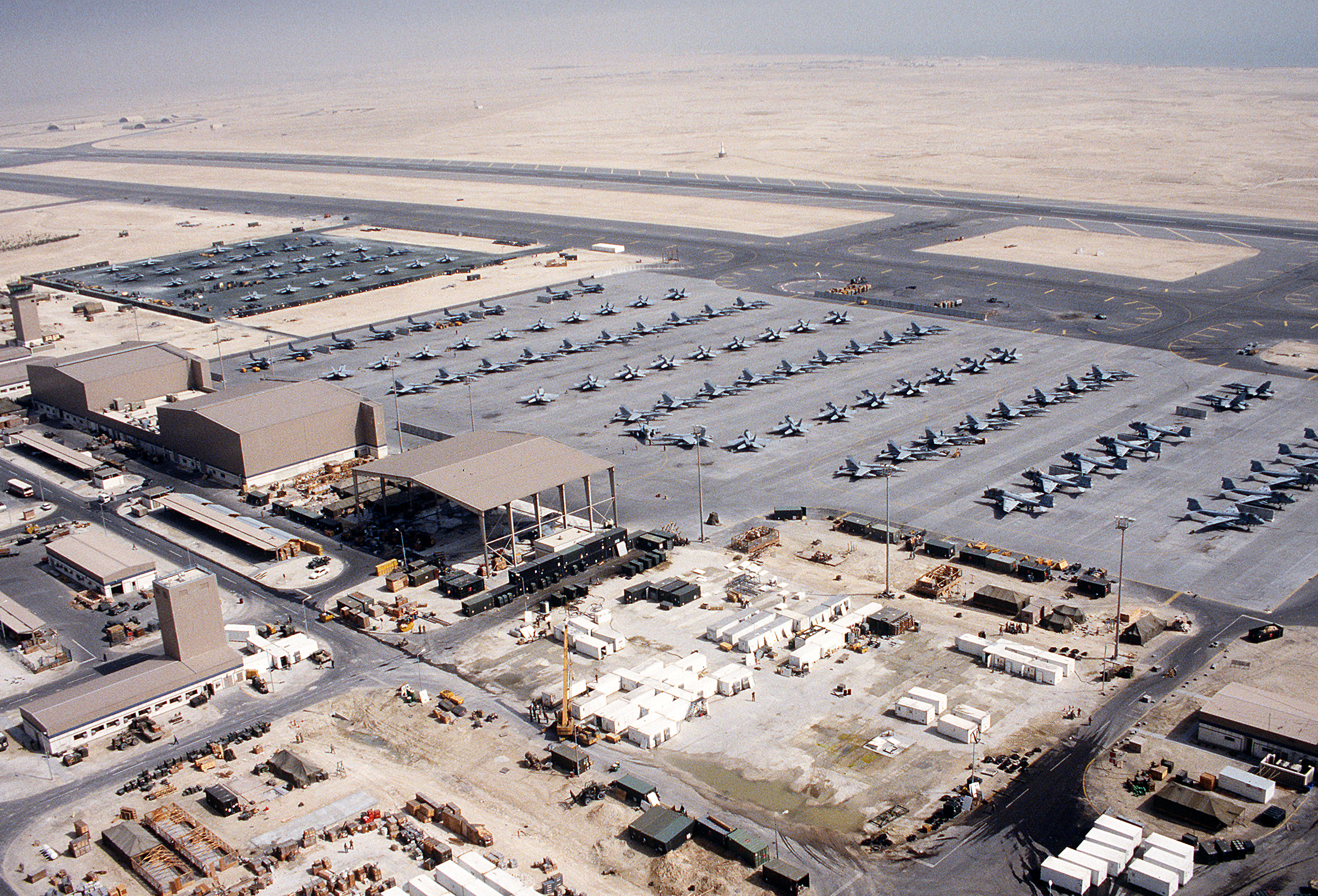
فرودگاه نظامی بحرین

پایگاه هوایی شیخ عیسی (به انگلیسی: Sheik Isa Air Base) یک فرودگاه نظامی است که یک باند فرود بتن و آسفالت دارد و طول باند آن ۳۸۰۰ متر است. این فرودگاه در کشور بحرین قرار دارد و در ارتفاع ۴۱ متری از سطح دریا واقع شده است.